# 白永会
白永会（1979年—），宁夏固原人，汉族，中华人民共和国政治人物、第十一届全国人民代表大会解放军代表。
毕业于西安陆军学院轻便炮兵专业，是中共党员。担任霍尔果斯边防连指导员。2008年起担任全国人大代表。